# 明光小褐鱈
明光小褐鱈，為輻鰭魚綱鱈形目稚鱈科的其中一種，分布於南太平洋海域，為深海魚類，深度130-640公尺，體長可達30公分，棲息在大陸棚底層水域，生活習性不明。

## 扩展阅读
維基物種上的相關：明光小褐鱈